# UvA Computermuseum
Het UvA Computermuseum in Amsterdam is opgericht in 1991 door Edo H. Dooijes en maakt deel uit van de Bijzondere Collecties van de Universiteit van Amsterdam. Sinds eind 2011 is de collectie gehuisvest op het Amsterdam Science Park in het universiteitsgebouw Science Park 904.
De collectie van het computer-museum bestaat voornamelijk uit technische en wetenschappelijke elektronische computerapparatuur, ter illustratie van de vooruitgang in de computertechnologie en het gebruik ervan sinds de Tweede Wereldoorlog.
De eerste computers zijn te vinden in de collecties van alle wetenschappelijke en technologische musea, maar dit is een van de weinige musea dat uitsluitend is gewijd aan de computers.
In het Computermuseum is in de beperkte expositieruimte slechts een klein deel van de grote collectie te bezichtigen. Het merendeel van de collectie is ondergebracht in het depot van de Universiteitsbibliotheek in Amsterdam-Zuidoost bij het AMC.
Het museum fungeert ook als een technische back-up voor de Universiteit van Amsterdam. Wanneer er een aantal oude gegevens geschreven op een oud type schijf of magneetband, in een vreemd formaat afkomstig van een oude computer, is een van computers van het museum vaak in staat om het te lezen.